# ASG Vorwärts Eggesin-Karpin
ASG Vorwärts Eggesin-Karpin was een Duitse legervoetbalclub uit Eggesin, Mecklenburg-Voor-Pommeren, die bestond van 1956 tot 1989.

## Geschiedenis
De club werd op 1 oktober 1956 opgericht als NVA-centrum in Eggesin. In 1960 promoveerde de club naar de Bezirksliga Neubrandenburg, de vierde klasse. In 1962 werd de club versterkt door spelers van het tweede elftal van ASG Vorwärts Neubrandenburg. De club werd achtste in 1962 maar nam de promotie over van het tweede elftal van Vorwärts Neubrandenburg en promoveerde naar de II. DDR-Liga. Dit niveau was echter een maatje te groot en de club degradeerde meteen weer. De club speelde tot 1968 nog in de Bezirksliga, die na de ontbinding van de II. DDR-Liga de derde klasse was. Hierna verdween de club in de anonimiteit. Na de Duitse hereniging in 1989 werd de club ontbonden.